# Elisabeth von Österreich (Film)
Elisabeth von Österreich ist eine deutsche Filmbiografie von Adolf Trotz aus dem Jahr 1931 und hat das Leben der österreichischen Kaiserin Elisabeth von Österreich-Ungarn zum Thema. In der Titelrolle ist Lil Dagover zu sehen.

## Handlung
Die österreichische Kaiserin Elisabeth von Österreich-Ungarn, Gattin von Kaiser Franz Joseph I., tut sich mit ihren freigeistigen Einstellungen und in ihrer Sehnsucht nach ihren bayerischen Wurzeln schwer, sich der höfischen Etikette zu fügen, und erntet dafür die Kritik ihrer Schwiegermutter Sophie Friederike von Bayern. Auch Franz Josef erinnert Elisabeth an ihre höfischen Pflichten als Kaiserin von Österreich. Doch Elisabeth zieht es vor, beispielsweise eine Zirkusreiterin zu empfangen und in einer Dorfgaststätte einzukehren, und empört sich darüber, dass Franz Josef seine Soldaten der Strafe des Spießrutenlaufens unterzieht.
Als Elisabeth bei einem Empfang einen Schwächeanfall erleidet, stellt sich heraus, dass sie ein Kind, den späteren Kronprinzen Rudolf von Österreich-Ungarn, erwartet. Kurz nach dessen Geburt nimmt Sophie Friederike das Kind an sich. Franz Josef versucht vergeblich, die aufgebrachte Elisabeth zu beschwichtigen.
Jahre später leidet die heimische Wirtschaft unter der Abwesenheit von Elisabeth, doch hat sie sich auf ärztlichen Rat hin in die Berge zurückgezogen. Die durch Europa reisende Kaiserin trifft in Possenhofen, dem Ort ihrer Kindheit, ihren Vetter, den bayerischen König Ludwig II. Doch als Erzherzog Rudolf gegen seinen Willen mit Stephanie von Belgien verheiratet werden soll, kehrt Elisabeth voller Sorge um ihren Sohn nach Wien zurück, kann jedoch die arrangierte Hochzeit nicht mehr verhindern. Dies hält Rudolf jedoch nicht davon ab, eine Affäre mit Mary Vetsera einzugehen.
Rudolf plant, sich von Stephanie scheiden zu lassen, um Mary Vetsera heiraten zu können. Als dies auf den Widerstand seines Vaters stößt, gibt Rudolf seinen Eltern gegenüber vor, die Affäre mit Mary beenden zu wollen. Nach der Ablehnung des Scheidungsgesuches durch den Papst nehmen sich Rudolf und Mary auf Schloss Mayerling das Leben. Nach dem Tod ihres Sohnes trägt Elisabeth nur noch schwarze Kleidung.
In Genf wird Elisabeth von dem italienischen Anarchisten Luigi Lucheni mit einer Feile am Herzen verletzt. Auf dem Schiff, mit dem sie nach ihrem Aufenthalt im Hotel Beau-Rivage eigentlich ihre Reise fortsetzen wollte, bricht sie jedoch zusammen und stirbt.

## Produktionsnotizen
Elisabeth von Österreich entstand ab Februar 1931 in den Efa-Ateliers von Berlin-Halensee und wurde am 21. Juli 1931 in Berlins Titania-Palast uraufgeführt. Produzent Ludwig Gottschalk übernahm auch die Produktionsleitung. Franz Schroedter entwarf die umfangreichen, prachtentfaltenden Filmbauten, Leopold Verch die zahlreichen Kostüme. Rolf Eckbauer diente als Regieassistent von Adolf Trotz. Der Tonmeister dieses frühen Tonfilms war Hermann Birkhofer. Schauspielveteran Robert Leffler spielte hier seine letzte Filmrolle. Auch der einstige Stummfilmstar Bernd Aldor absolvierte hier seinen letzten deutschen Filmauftritt.

## Kritik
Die Österreichische Film-Zeitung schrieb: „Eine versunkene Welt entsteht in diesem Film vor unseren Augen. Eine versunkene Welt des Glanzes, der Pracht und der Macht – aber auch der Tragödien und des tiefsten Leides. Und aus dieser Welt voll unverrückbarer konventioneller Tradition, in der starre Etikette nach außenhin alle natürlichen Regungen unterdrückte, ragt die Figur eines Menschen, einer Frau: Kaiserin Elisabeth von Oesterreich. In packender, rein menschlicher Form, unter anerkennenswerter Vermeidung jedweder tendenziösen Färbung, beschäftigt sich der Film mit dem leidvollen Leben, dieser hehren Frauengestalt, deren größte Tragik vom Tage ihrer Ehe an darin bestand, dass sie Mensch sein wollte – und es nicht durfte. Sie mußte Kaiserin sein. (…) Die Regie von Adolf Trotz hat dieses Geschehen mit einem in seinem Prunk überaus stilechtem Rahmen umgeben. Wundervoll und sogar in der Maske von auffallender Aehnlichkeit ist Lil Dagover in der Titelrolle, der sie all jenen fraulichen Charme verleiht, durch den Elisabeth sich auszeichnete.“